# Дардистан
Дардистан (داردستان) е историческа област в северен Пакистан, част от оспорваната от Индия територия на Гилгит-Балтистан.
Областта включва югозападните части на провинцията – окръзите Диамир и Астор, населени главно с дарди, етническа група, говореща на индо-арийските дардски езици. Дардите са известни от Античността, като се споменават още от Херодот, но понятието „Дардистан“ е въведено едва през XIX век от ориенталиста Готлиб Вилхелм Лайтнер.